# Anthony Mandler

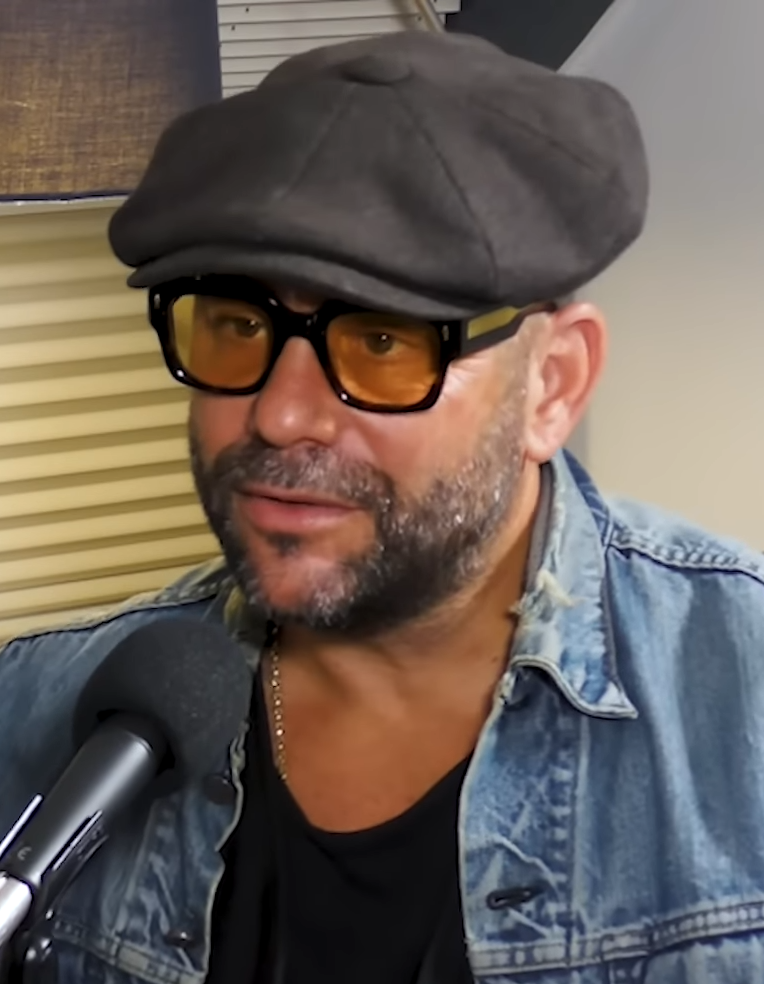
Anthony Mandler

Anthony Mandler is een Amerikaanse regisseur van muziekvideo's en films. Hij is opgegroeid in Hollywood, waar hij al sterren als klasgenoten had. Hij kende diverse mensen uit de muziek- en filmindustrie. Hij is afgestudeerd op de USC Film School. Hij wist al op jonge leeftijd dat hij later in de foto- en filmwereld wilde werken.
Anthony is begonnen als fotograaf, maar is later overgestapt naar het regisseren van muziekvideo's. Hij is vooral bekend van de muziekvideo's van Rihanna. Hij heeft veertien van haar video's geregisseerd.

## Filmografie
- 2018: Monster

## Muziekvideo's

### 2000
- Eightball & MJG – "Pimp Hard"
- 4th Avenue Jones – "Respect"

### 2001
- The Black Eyed Peas – "Get Original"
- Laura Dawn – "I Would"

### 2005
- Snoop Dogg – "Ups & Downs/Bang Out"
- M.I.A. – "Bucky Done Gun"
- Common – "Testify"
- Kem – "Find Your Way"
- 50 Cent – "Hustler's Ambition"
- Sean Paul – "Ever Blazin'"
- Eminem – "When I'm Gone"
- DPGC – "Real Soon"

### 2006
- Nelly Furtado – "Maneater"
- Rihanna – "Unfaithful"
- Ne-Yo – "Sexy Love"
- The Killers – "When You Were Young"
- Rihanna – "We Ride"
- Beyoncé – "Irreplaceable"
- Jay-Z – "Lost One"
- Omarion – "Ice Box"

### 2007
- Duran Duran – "Falling Down"
- Beyoncé – "Get Me Bodied"
- Snoop Dogg – "Boss' Life"
- Fergie – "Big Girls Don't Cry"
- Rihanna – "Shut Up and Drive"
- Enrique Iglesias – "Somebody's Me"
- Rihanna – "Hate That I Love You"
- The Killers – "Tranquilize"
- Spice Girls – "Headlines (Friendship Never Ends)"

### 2008
- OneRepublic – "Stop & Stare"
- Rihanna – "Take a Bow"
- OneRepublic – "Say (All I Need)"
- Bayje "Find A Way"
- Maroon 5 – "If I Never See Your Face Again" (feat. Rihanna)
- R. Kelly – "Skin"
- Rihanna – "Disturbia"
- Rihanna – "Rehab"
- T.I. ft.Rihanna – "Live Your Life "
- Enrique Iglesias – "Away"

### 2009
- Enrique Iglesias feat. Ciara – "Takin' Back My Love"
- Eminem – "Beautiful"
- The Killers – "A Dustland Fairytale"
- Jay-Z ft. Rihanna & Kanye West – "Run This Town"
- Amerie – "Heard ‘Em All"
- John Mayer – "Who Says"
- Rihanna – "Wait Your Turn"
- Rihanna – "Russian Roulette"

### 2010
- Drake – "Miss me"
- Rihanna – "Te Amo"
- Rihanna – "Only Girl (In The World)"
- Rihanna – "California King Bed"
- Rihanna – "Man Down"

### 2012
- Lana Del Rey – "Ride"